# Норт-Вемблі (станція)
51°33′44″ пн. ш. 0°18′15″ зх. д. / 51.562222° пн. ш. 0.304167° зх. д.

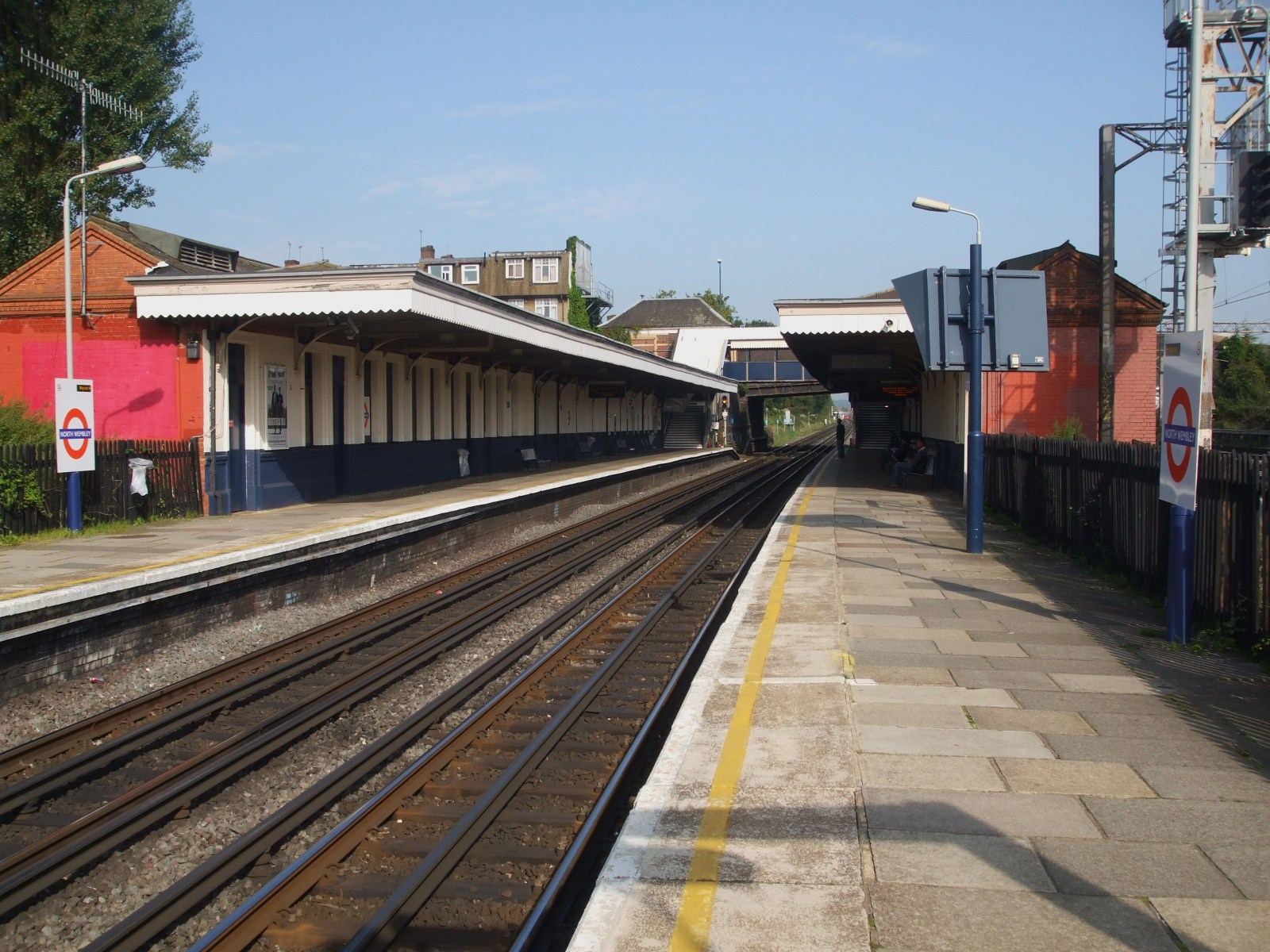
Платформа станції Норт-Вемблі

Норт-Вемблі (англ. North Wembley) — станція Лондонського метрополітену лінії Бейкерлоо та London Overground лінії Watford DC line, розташована у районі Норт-Вемблі, у 4-й тарифній зоні. В 2017 році пасажирообіг станції, для London Overground, склав 0.940 млн осіб, для Лондонського метро — 1.77 млн осіб

## Історія
- 15 червня 1912 — відкриття станції у складі London and North Western Railway (LNWR)[5]
- 1 серпня 1917 — відкриття трафіку на лінії Бейкерлоо.

## Пересадки
- на автобуси London Buses маршрутів 245 та 483.